# رنه ردزپی
رنه ردزپی (دانمارکی: René Redzepi؛ زادهٔ ۱۶ دسامبر ۱۹۷۷) رستوران‌دار و سرآشپز اهل دانمارک است. وی سرآشپز و مالک رستوران سه‌ستارهٔ نوما است که تاکنون پنج مرتبه به‌عنوان برترین رستوران جهان انتخاب شده‌است. ردزپی به خاطر کارش بر روی احیا مجدد آشپزی نوین نوردیک و اصلاح روش‌های پخت که با خلاقیت و ایجاد طعم‌های بی‌کم‌وکاست همراه بود، مورد توجه قرار گرفته‌است.
پدر او مهاجری آلبانیایی‌تبار از جمهوری سوسیالیستی مقدونیه و مادرش دانمارکی است. وی او کوچک بود، خانواده‌اش به تتوفو نقل مکان کرده و در ناحیه آلبانیایی‌نشین آن سکنا گزیدند و تا سال ۱۹۹۲ و آغاز جنگ‌های یوگسلاو در آنجا بودند. ردزپی گفته‌است که زندگی در مقدونیه در مقایسه با دوران آتی زندگی‌اش در یک آپارتمان کوچک در دانمارک بسیار لذت بخش‌تر بوده‌است. در مقدونیه، ردزپی در یک منطقه روستایی در یک خانه بزرگ چند نسلی زندگی می‌کرد که در آنجا غذاهای محلی عمدتاً گیاهی و بسیار سالم می‌خوردند.
پس از بازگشت خانواده به دانمارک، ردزپی اغلب تابستان‌های خود را در دوران جوانی در یوگسلاوی می‌گذراند.
ردزپی یک برادر دوقلو به نام کنت ردزپی دارد. او و برادرش در نوجوانی روزنامه‌رسان بودند و در یک فروشگاه محلی کار می‌کردند تا بتوانند به درآمد خانواده کمک کنند.
ردزپی در سن ۱۵ سالگی دبیرستان را ترک کرد و یکی از دوستانش در یک مدرسه آشپزی محلی ثبت نام کرد. پس از آن ۴ سال را به‌عنوان یک کارآموز در یک رستوران مشهور در دانمارک به یادگیری فنون آشپزی گذراند و بعد در سن ۱۹ سالگی به رستوران «لو ژاردن دِ سانس» در مون‌پلیه رفت. ردزپی نخستین بار در سال ۱۹۹۸ به عنوان مهمان از رستوران بویی دیدن کرد و متعاقباً در طول فصل ۱۹۹۹ در آنجا مشغول به کار شد. او در ۲۴ سالگی قرادادی با کلاوس مایر بست و با هم رستورانی به نام نوما در سال ۲۰۰۴ افتتاح کردند که خودش سرآشپز آن شد. ردزپی بیشتر غذای خود را با مواد محلی تأمین می‌کند و با غذایابی در طبیعت به پژوهش در این زمینه می‌پردازد. او همچنین به تخمیر در فرآوری غذایی و خشک‌کردن غذا توجه دارد و از گیاهان، گوشت و مای در غذاهای خود استفاه می‌کند. او گاهی نیز از حشرات خوراکی در غذاهایش استفاده کرده‌است.
برنامه‌های متعدد تلویزیونی به سبک آشپزی او پرداخته‌اند که از آن میان می‌توان به مسترشف و خوشمزه زشت اشاره کرد. وی تاکنون برندهٔ جوایز متعددی شده‌است که از آن میان می‌توان به شوالیهٔ نشان شوالیهٔ دنبرو اشاره کرد.
رستوران Noma بارها به عنوان بهترین رستوران جهان توسط The World’s 50 Best Restaurants انتخاب شده‌است. این موفقیت باعث شد که رنه ردزپی به عنوان یکی از تأثیرگذارترین سرآشپزان جهان شناخته شود.